# برايان كليج
برايان كليج (بالإنجليزية: Brian Clegg)‏ هو كاتب علم وفيزيائي بريطاني، ولد في 6 مايو 1955 في روتشديل في المملكة المتحدة.